# Batalla de Toga
La batalla de Toga fou un enfrontament bèl·lic lliurat a la població de Toga, a l'Alt Millars, el 22 de gener de 1836, durant la Primera guerra carlina.

## Antecedents
La rebel·lió va esclatar després de la convocatòria de les Corts el 20 de juny de 1833 quan el pretendent don Carles, refugiat a Portugal es va negar a jurar lleialtat a Maria Cristina de Borbó-Dues Sicílies i l'1 d'octubre, recolzat per Miquel I de Portugal va el seu dret al tron.
A la pràctica la rebel·lió va començar el dia 2 a Talavera de la Reina quan els voluntaris reialistes locals van proclamar a Carles rei d'Espanya iniciant una sèrie d'insurreccions de guerrillers, ex militars i voluntaris, assumint en molts casos el control del govern municipal. A Catalunya, la rebel·lió de Josep Galceran a Prats de Lluçanès el 5 d'octubre va ser sufocada pel capità general Llauder. A Morella Rafael Ram de Viu Pueyo va proclamar rei a Carles V el 13 de novembre, tot i que va ser ocupada per forces liberals el 10 de desembre, i a la mort de Ram de Viu Manuel Carnicer va assumir la prefectura militar de l'exèrcit carlí al Baix Aragó i el Maestrat.

## Batalla
El 22 de gener, la partida de Josep Miralles Marín el Serrador fou derrotada per les tropes liberals d'Antonio Buil y Raso, el comandant general de Castelló a Toga.

## Conseqüències
Les derrotes de La Jana i Toga van fer creure als liberals que el Maestrat estava controlat, retirant bona part de les tropes, i l'execució del líder carlista Manuel Carnicer va ocasionar l'assumpció del comandament d'aquest front per Ramon Cabrera, però a la primavera de 1836, aquest ja comandava 6.000 homes i 250 cavalls que operaven a l'entorn de Cantavella, iniciant la fortificació del territori controlat.
La victòria d'Antonio Buil y Raso li va comportar la Creu Llorejada de Sant Ferran